# Calophyllum mariae
Calophyllum mariae är en tvåhjärtbladig växtart som beskrevs av Jules Émile Planchon och Triana. Calophyllum mariae ingår i släktet Calophyllum och familjen Calophyllaceae. Inga underarter finns listade i Catalogue of Life.